# Roy J. Plunkett
Roy J. Plunkett (26. června 1910, New Carlisle, Ohio – 12. května 1994, Corpus Christi, Texas) byl americký chemik, který vynalezl v roce 1938 polytetrafluorethylen ve firmě DuPont. Fluorovaný polymer je známý spíše pod obchodním názvem teflon.

## Biografie
Plunkett se narodil 26. června 1910 v New Carlisle v Ohiu. Po ukončení studií na Newton High School v New Carlisle nastoupil na Manchester College v Indianě, kde v roce 1932 získal titul bakalář. O rok později získal na Ohijské státní univerzitě titul magistr a v roce 1936 doktorát v oboru chemie.
Od roku 1936 pracoval jako výzkumný chemik ve firmě DuPont, v Jacksonových laboratořích v Deepwater (New Jersey), kde syntetizoval novou formu chladiva - freon. Vše se změnilo když 6. dubna 1938 kontroloval tlakové nádoby s plynným tetrafluorethylenem (TFE), který se používal pro výrobu freonu. Po otevření nádoby zjistil že v nádobě vznikl z plynu bílý prášek se zvláštními vlastnostmi. TFE v nádobě polymerizoval na polytetrafluorethylen (PTFE). Objevený PTFE je vosková pevná látka s úžasnými vlastnostmi jako je odolnost proti korozi, má malý součinitel povrchového tření a vysokou odolnost proti roztavení ve srovnání s ostatními plasty.
V roce 1939 se Plunkett stal supervizorem provozu výroby TFE a vedl Chambers Works u DuPontu v Deepwater až do roku 1952. Poté řídil divizi DuPontu, která vyráběla freon až do roku 1975, kdy odešel do důchodu.
Plunkett zemřel 12. května 1994 ve věku 83 let ve Wooldridge Place Nursing Home v Corpus Christi v Texasu.

## Patenty a vynálezy
V roce 1939 byl podána patentová přihláška a v následujících letech firma DuPont PTFE testovala a nechala si registrovat ochrannou známku Teflon®. V roce 1946 byl PTFE poprvé použit při výrobě vojenských a průmyslových zařízení.
Plunkett spolupracoval na vývoji mnoha fluorochemických aplikací, které se používají při chlazení, výrobě aerosolů, elektroniky, plastů a ve vesmírném programu.

## Ocenění
Plunkett byl uveden do Plastics Academy Hall of Fame (tj. Síně slávy akademie plastů) v roce 1973.
A v roce 1985 byl zařazen do National Inventors' Hall of Fame (tj. Síně slávy vynálezců USA).
V průběhu let obdržel čestné doktoráty od Manchester College, Washington College a univerzity Ohio State.